# Teatro Apolo (Almería)
El teatro Apolo de la ciudad de Almería (provincia de Almería, Andalucía, España), es un espacio escénico de la capital almeriense que data de finales del siglo XIX.

## Historia
Se trata del único teatro que ha sobrevivido de entre los muchos que existieron en Almería durante el siglo XIX (como el Principal, Trianón, Variedades, Calderón...). Su construcción data de hacia 1881, y fue levantado en sustitución de este último en la esquina de calle Juan Lirola y rambla Obispo Orberá.
Su creación fue auspiciada por la Sociedad de los Veinte, una de las varias asociaciones recreativas de la época, y los planos se atribuyen al almeriense Trinidad Cuartara, arquitecto municipal y es un claro ejemplo del historicismo ecléctico de fines del XIX. La primera representación documentada corrió a cargo de la compañía de Rafael Calvo, que actuó durante la Feria de Almería de 1882. 
Durante la Guerra civil, se ocuparon del edificio unos funcionarios, y una vez terminada la contienda, pasó a titularidad pública, realizándose pequeñas mejoras durante 1940-41, como la creación de un foso para la orquesta.
Posteriormente, hacía 1960, con proyecto del arquitecto Antonio Góngora Galera se realiza una reforma en profundidad, que altera sustancialmente la tipología de la sala, con motivo de transformar el teatro en cinematógrafo. Desaparecen los palcos laterales que conformaban el anfiteatro, para dar espacio suficiente a la pantalla, se suprimen igualmente los palcos de platea ampliándose a la totalidad de dicha planta el patio de butacas y se dispone una cabina de proyección al fondo de la sala. Únicamente se respeta el escenario para, ocasionalmente, poder compatibilizar el uso escénico con el de proyección cinematográfica.
Esta reforma no sólo afectó a la planta de la sala, sino también al volumen de la misma y a los acabados, elevándose la cubierta por encima de la escena y haciendo desaparecer definitivamente la decoración original. La propiedad correspondía entonces a Educación y Descanso.
En enero de 1984, la dirección General de Arquitectura y Vivienda del Ministerio de Obras Públicas, Transportes y Medio Ambiente, encargó al arquitecto Ángel Jaramillo Esteban, la realización de unos estudios previos para la rehabilitación del edificio, y posteriormente, en 1985 el proyecto correspondiente. Las obras, gestionadas por el Ayuntamiento de Almería, comienzan en 1987 bajo la dirección del mismo arquitecto y después de que por diversas circunstancias permanecieran paralizadas entre 1989 y 1992, se terminaron en 1993.

## Características
Del edificio original sólo se conserva la fachada. La entrada de público se efectúa por tres arcos de medio punto abocinados, con las claves abrochadas por ménsulas. Sobre ellos reposa un ático con óculos de clave resaltada y pilastras, cuyos capiteles muestran motivos teatrales. Lo remata un cuerpo con óculo central con dos ventanas a los lados y sobre él un frontón triangular listo.

## Actuaciones
- José Padilla estrenó en él Las dos palomas.

- El 28 de abril de 2011 César Maldonado ofreció un concierto en el teatro Apolo, que fue organizado por la concejalía de Cultura del Ayuntamiento de Almería.[2]
- El 23 de enero de 2016, la cantante almeriense Mar Hernández realizó un concierto con su banda,[3] formada por Juanma Linde, Pepe Mañas, Jesús Morales, Jordi Lluis Espuny, Gabriel Callejón y su padre Francis Hernández,[4] que versionaron a artistas como Aretha Franklin, Etta James o los Guns N'Roses.[5]